# Studebaker

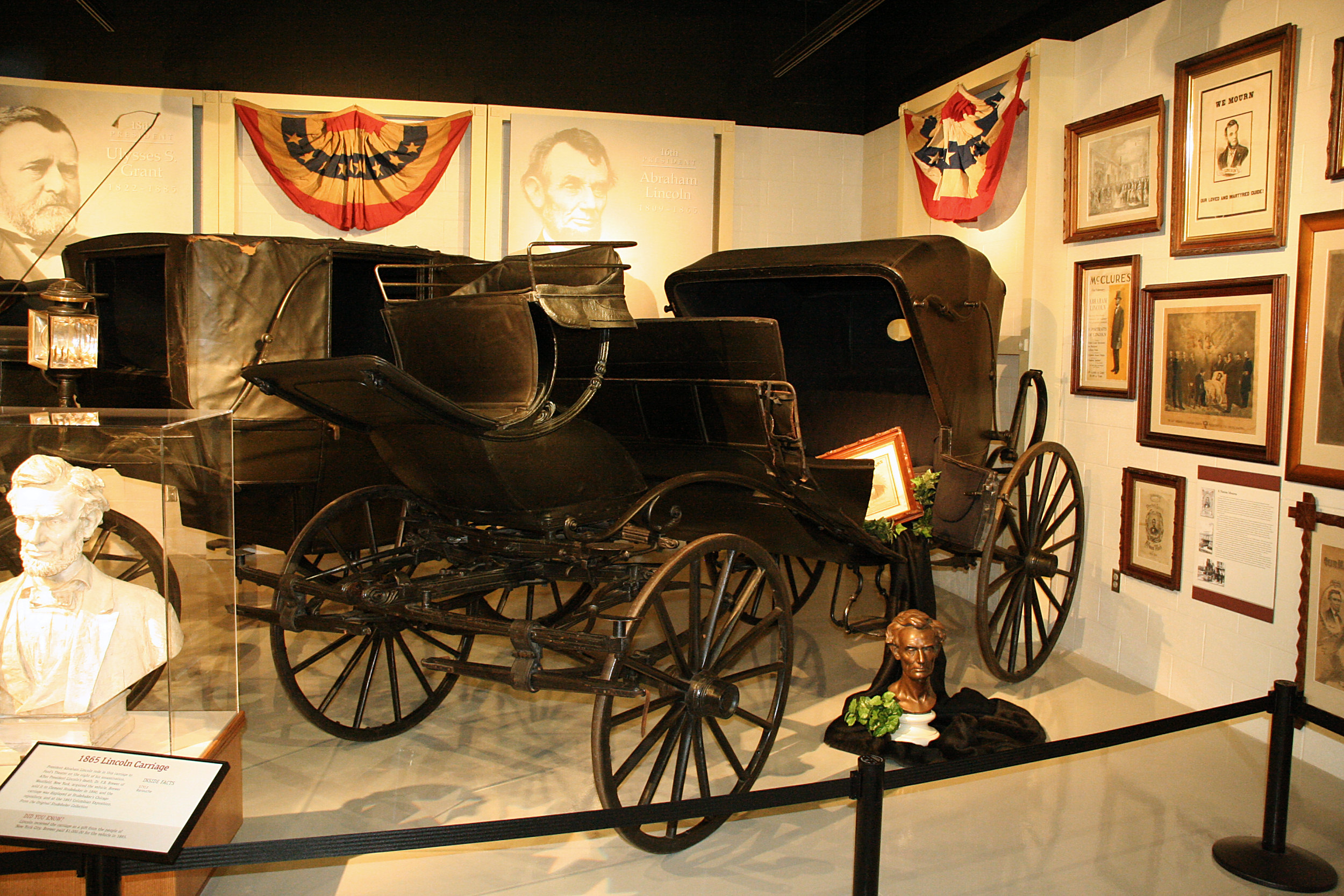
President Lincolns Studebaker-vagn.

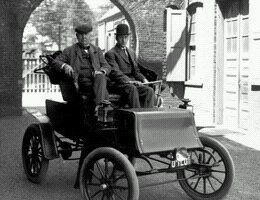
Thomas Edison (t v) i sin Studebaker Electric 1903.

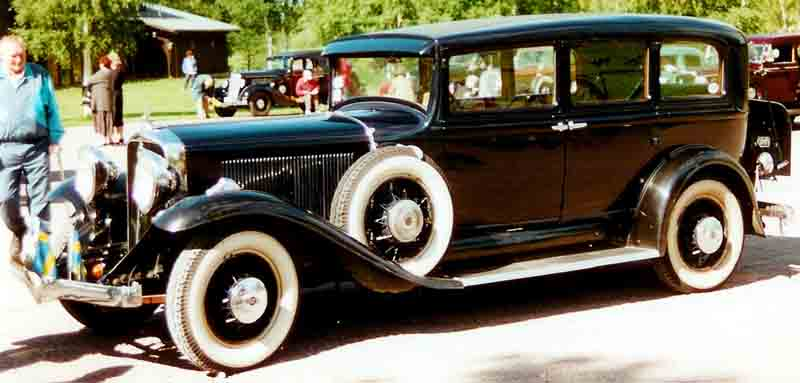
Studebaker President 1931

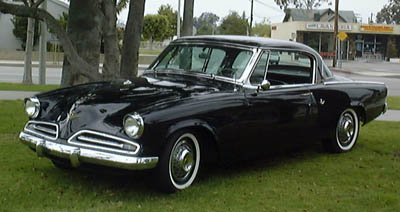
Studebaker Commander Starliner 1953

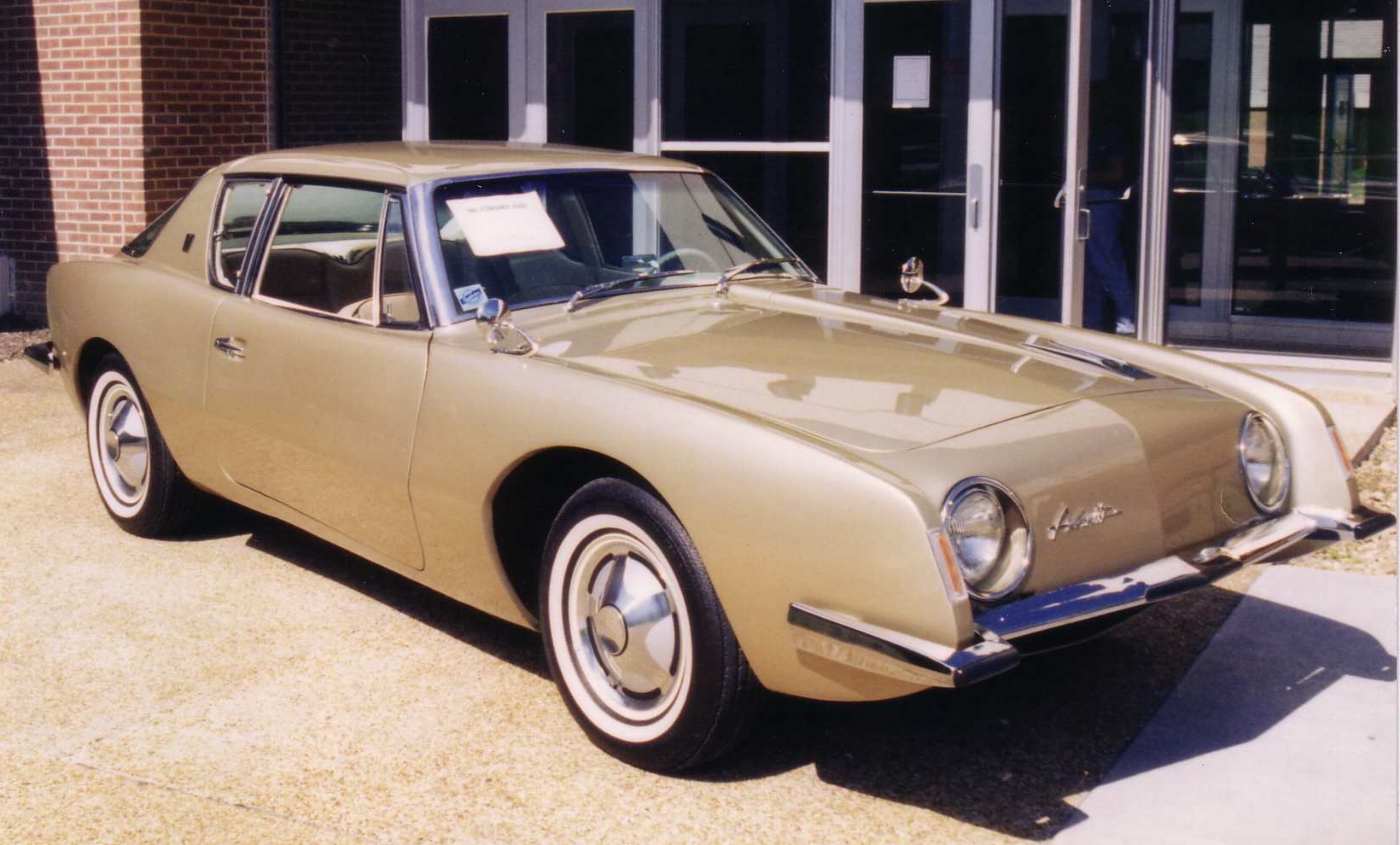
Studebaker Avanti 1963

Studebaker Corp var en amerikansk biltillverkare som byggde bilar i South Bend, Indiana mellan 1902 och 1964.

## Historik
Bröderna Henry och Clemens Studebaker startade en smedja och en vagnsfabrik 1852. Med åren började även deras tre bröder arbeta i familjeföretaget. Många av de familjer som reste västerut vid kolonisationen av mellanvästern och västkusten under 1800-talets andra hälft gjorde resan i en prärievagn tillverkad av bröderna Studebaker. Studebakers vagnar kom också till användning i amerikanska inbördeskriget och i första världskriget. Vagntillverkningen avslutades 1919.

### 1902-1918
Studebaker byggde sin första bil, en elbil, 1902. Tillverkningen av elbilar fortsatte i liten skala fram till 1911. År 1904 kom en bil med tvåcylindrig bensinmotor och året därpå en fyrcylindrig modell. Under de nästkommande åren valde Studebaker att köpa in rullande chassin, komplett med motor från olika underleverantörer. Studebaker byggde karossen och sålde sedan bilen till kund. Först 1913 startade biltillverkning i större skala i South Bend och Studebaker byggde fyra- och sexcylindriga modeller.

### 1919-1945
År 1919 blev Albert R. Erskine chef för företaget. Samma år försvann den sista fyrcylindriga bilen. År 1927 tillkom det billigare systermärket Erskine. I slutet av 1920-talet etablerades de tre modellnamnen Dictator, Commander och President. Namnet Dictator upplevdes av många som synnerligen oamerikanskt, men levde ändå vidare fram till 1936. År 1928 köpte Studebaker upp lyxbilstillverkaren Pierce-Arrow. Året därpå introducerade man sina första raka åttor. År 1932 ersattes märket Erskine av Rockne.
Studebaker drabbades hårt av den stora depressionen och 1933 sattes företaget under tvångsförvaltning. Albert R. Erskine tvingades avgå och företaget rekonstruerades under ny ledning. Försäljningen tog fart på nytt och Studebaker ansågs ofta ha mycket lyckad formgivning. Från 1939 anlitade man Raymond Loewys designstudio. Samma år introducerades ekonomimodellen Champion, som blev en framgång.

### 1946-1966
Efter andra världskriget återupptog Studebaker tillverkningen av sina förkrigsmodeller, men den åttacylindriga motorn kom inte tillbaka på programmet. Loewys studio hade börjat arbeta på en ny kaross redan under kriget och den nya modellen introducerades våren 1946. Huvuddelen av arbetet hade utförts av Virgil Exner och karossen var slående modern, jämfört med konkurrenterna. 1950 genomförde Loewys studio en uppdatering av karossen, samtidigt som Studebaker införde automatväxellåda som alternativ. Detta skulle bli företagets bästa år försäljningsmässigt och man byggde nästa 321 000 bilar. Därefter gick det stadigt nedåt och Studebaker drabbades hårt av konkurrensen med de tre stora, GM, Ford och Chrysler, trots att man som första fristående tillverkare introducerat en modern V8-motor 1951.
År 1953 hade Loewy ritat en ny kaross, där speciellt coupén framhållits som 1950-talets kanske vackraste amerikanska bil. Efterfrågan överskred tillgången, eftersom Studebaker räknat med att sedan-modellen skulle sälja bäst och det tog lång tid att ställa om produktionen. Företagets ekonomi var nu riktigt dålig, men man räddades när Packard köpte Studebaker 1954 och skapade Studebaker-Packard Corporation. Tillverkningen fortsatte med små medel och 1956 blev coupé-modellerna en egen serie med namnet Hawk. År 1959 ersattes övriga modeller med en liten kompakt bil kallad Lark. Utvecklingen hade utförts på endast tio månader, mycket tack vare att man under skalet utnyttjade tekniken från föregångarna. Försäljningen tog ett hälsosamt skutt uppåt, men vände tillbaka igen året därpå, när de tre stora presenterade sina kompaktmodeller. Till 1962 moderniserade Brooks Stevens karossen på Hawk-modellen, i ett försök att hålla intresset uppe. Året därpå kom Studebakers sista modell, sportbilen Avanti med kaross i glasfiber.
Studebakers försök att hitta finansiärer till ett nytt modellprogram misslyckades och i början av 1964 lades verksamheten i South Bend ned. Företaget fortsatte att tillverka Lark-modellen i sin kanadensiska monteringsfabrik i Hamilton, Ontario. Eftersom motorfabriken i South Bend var nedlagd, köpte man motorer från Chevrolet. Verksamheten i Kanada upphörde till slut under 1966.

### Efter 1966
Rätten att tillverka Avanti-modellen köptes av två återförsäljare i South Bend, som sedan 1965 tillverkat bilen under namnet Avanti II. Tillverkningen tycks ha upphört, även om företagets hemsida finns kvar. I slutet av 00-talet dök det upp rykten om ett försök att starta biltillverkning i företaget Studebaker Motor Company. Även här verkar aktiviteten ha avstannat.

## Modeller
Några av Studebakers modeller genom åren:
- Studebaker Big Six (1918–1927)
- Studebaker Commander (1927–35, 1937–58, 1964–66)
- Studebaker President (1927–42, 1955–58)
- Studebaker Dictator (1928–36)
- Studebaker Champion (1939–58)
- Studebaker Land Cruiser (1947–54)
- Studebaker Conestoga (1954–55)
- Studebaker Speedster (1955)
- Studebaker Scotsman (1957–58)
- Studebaker Lark (1959–1966)
- Studebaker Avanti (1963–64)

Hawk-serien:
- Studebaker Flight Hawk (1956)
- Studebaker Golden Hawk (1956–58)
- Studebaker Power Hawk (1956)
- Studebaker Sky Hawk (1956)
- Studebaker Silver Hawk (1957–59)
- Studebaker Hawk (1960–61)
- Studebaker Gran Turismo Hawk (1962–64)

## Rutebil
- Studebaker 99 (1929)

med 21 säten, åttacylindrig motor med 5,52 liters slagvolym och runt 110 hk. Konvertering till vedförgasare. ,